# Tureatca, Adâncata
Tureatca (în ucraineană Турятка, transliterat: Tureatka, în rusă Турятка, transliterat: Tureatka) este un sat reședință de comună în raionul Adâncata din regiunea Cernăuți (Ucraina). Are 1,908 locuitori. Identitatea lor etno-lingvistică este neclară conform recensămintelor românești, sovietice și ucrainene. La recensământul românesc din 1930, majoritatea s-au declarat drept etnici români. Ca limba maternă însă, românofonii erau minoritari, majoritari fiind cei vorbitori de ruteană-ucraineană . La recensământul din 2001, majoritatea au declarat limba ucraineană ca limbă maternă  Arhivat în 13 mai 2014, la Wayback Machine.. 
Satul este situat la o altitudine de 368 metri, în partea de sud-est a raionului Adâncata, în apropierea frontierei cu România. De această comună depinde administrativ satul Poieni.

## Istorie
Localitatea Tureatca a făcut parte încă de la înființare din Principatul Moldovei, aflându-se la câțiva kilometri nord de localitatea Mihăileni. După Unirea Principatelor Române la 24 ianuarie 1859, a intrat în componența statului român. 
Acest teritoriu nu a făcut parte niciodată din regiunea Basarabia sau din regiunea Bucovina, ci din regiunea cunoscută astăzi sub denumirea de Ținutul Herța și care a aparținut Moldovei și apoi României, până la cel de-al doilea război mondial.
În perioada interbelică, satul Tureatca a făcut parte din componența României, în Plasa Siretului (Mihăileni) a județului Dorohoi. Pe atunci, populația era formată aproape în totalitate din români.
Ca urmare a Pactului Ribbentrop-Molotov (1939), Basarabia și Bucovina de Nord au fost anexate de către URSS la 28 iunie 1940. Cu toate acestea, deși nu era prevăzută nici în Pactul Ribbentrop - Molotov și nici în notele ultimative sovietice din 26 iunie 1940 decât cedarea celor două teritorii mai sus-amintite și care nu făcuseră parte din Vechiul Regat, trupele sovietice au săvârșit un abuz prin încălcarea termenilor ultimatumului și au ocupat și un teritoriu cu o suprafață de 400 km² și o populație de aproximativ 50.000 de locuitori din Vechiul Regat, teritoriu cunoscut astăzi sub denumirea de Ținutul Herța. Sovieticii au afirmat ulterior că au ocupat acest teritoriu din cauza unei erori cartografice, deoarece Stalin trăsese pe hartă o linie de demarcație cu un creion gros de tâmplărie.
Reintrat în componența României în perioada 1941-1944, Ținutul Herța a fost reocupat de către URSS în anul 1944 și integrat în componența RSS Ucrainene. Cu toate că Tratatul de Pace de la Paris din 10 februarie 1947 a menționat ca "frontiera sovieto-română este fixată în conformitate cu acordul sovieto-român din 28 iunie 1940", URSS-ul a refuzat să restituie României Ținutul Herța .
Începând din anul 1991, satul Tureatca face parte din raionul Adâncata al regiunii Cernăuți din cadrul Ucrainei independente. Conform Dr. Ion Popescu, la recensământul din 1989, numărul locuitorilor care s-au declarat români plus moldoveni era de 1.598 (1.591+7), reprezentând 91,42% din populația localității . La recensământul Ucrainei din 2001, peste 97% din populația localității s-au declarat vorbitori de limbă ucraineană  Arhivat în 13 mai 2014, la Wayback Machine.. Recensământul românesc din 1930, de asemenea arată că populația satului era în acea perioadă covârșitor ucrainofonă . În prezent, satul are 1.908 locuitori.

## Demografie
Componența lingvistică a localității Tureatca
     Ucraineană (97,33%)
     Română (2,25%)
     Alte limbi (0,37%)
Conform recensământului din 2001, majoritatea populației localității Tureatca era vorbitoare de ucraineană (97,33%), existând în minoritate și vorbitori de română (2,25%).
1989: 1.748 (recensământ)
2007: 1.908 (estimare)

## Personalități
- Horia Cosmovici (1909-1998) - avocat, Subsecretar de Stat la Președinția Consiliului de Miniștri pentru Probleme Doctrinare în Guvernul Ion Antonescu (2) (5 octombrie - 20 noiembrie 1940). Închis timp de 17 ani de autoritățile comuniste, este hirotonit ca preot greco-catolic după eliberarea din închisoare.

## Obiective turistice
- Biserica de lemn cu hramul "Sf. Arhangheli" - construită în anul 1796; are și o clopotniță [6]